# The Yellow Shark
Pour les articles homonymes, voir Yellow.
Albums de Frank Zappa
Ahead of Their Time
(1993) Civilization, Phaze III
(1994)
The Yellow Shark est un album de musique orchestrale, sorti en 1993 contenant des enregistrements datant de 1992 du groupe Ensemble Modern jouant des compositions de Frank Zappa. Il s'agit de sa dernière œuvre, l'album étant sorti un mois et deux jours avant son décès.
Le chorégraphe Édouard Lock a collaboré au spectacle avec sa troupe La La La Human Steps.

## Liste des titres
1. Intro — 1 min 43 s
2. Dog Breath Variations — 2 min 07 s
3. Uncle Meat — 3 min 24 s
4. Outrage At Valdez — 3 min 27 s
5. Times Beach II — 7 min 31 s
6. III Revised — 1 min 45 s
7. The Girl In The Magnesium Dress — 4 min 33 s
8. Be-Bop Tango — 3 min 43 s
9. Ruth Is Sleeping — 5 min 56 s
10. None Of The Above — 2 min 17 s
11. Pentagon Afternoon — 2 min 28 s
12. Questi Cazzi Di Piccione — 3 min 03 s
13. Times Beach III — 4 min 26 s
14. Food Gathering In Post-Industrial America, 1992 — 2 min 52 s
15. Welcome To The United States — 6 min 39 s
16. Pound For A Brown — 2 min 12 s
17. Exercise #4 — 1 min 37 s
18. Get Whitey — 7 min 00 s
19. G-Spot Tornado — 5 min 17 s

## Musiciens
ENSEMBLE MODERN
- Peter Rundel — conductor, violin
- Dietmar Wiesner — flute
- Catherine Milliken — oboe, English horn, didgeridoo
- Roland Diry — clarinet
- Wolfgang Stryi — bass clarinet, contrabass clarinet, tenor saxophone
- Veit Scholz — bassoon, contrabassoon
- Franck Ollu — horn
- Stefan Dohr — horn
- William Formann — trumpet, flügelhorn, piccolo trumpet, cornet
- Michael Gross — trumpet, flügelhorn, piccolo trumpet, cornet
- Uwe Dierksen — trombone, soprano trombone
- Michael Svoboda — trombone, euphonium, didgeridoo, alphorn
- Daryl Smith — tuba
- Hermann Kretzschmar — piano, harpsichord, celeste, dramatic reading
- Ueli Wiget — piano, harpsichord, celeste, harp
- Rainer Römer — percussion
- Rumi Ogawa-Helferich — percussion, cymbalom
- Andreas Böttger — percussion
- Detlef Tewes — mandolin
- Jürgen Ruck — guitar, banjo
- Ellen Wegner — harp
- Mathias Tacke — violin
- Claudia Sack — violin
- Hilary Sturt — viola, dramatic reading
- Friedemann Dähn — violoncello
- Thomas Fichter — contrabass, electrocontrabass

## Production
- Production : Frank Zappa
- Ingénierie : Spencer Chrislu, Harry Andronis, Dave Dondorf, Todd Yvega
- Direction musicale : Frank Zappa
- Photo couverture : Fritz Brinckmann
- Conception pochette : Brian Johnson, Jesse di Franco
- Yellow Shark original : Mark Beam